# Ruta Nacional A019 (Argentina)
La Ruta Nacional A019  es una importante vía de comunicación ubicada en la Provincia de Córdoba, República Argentina. Es de tipo autopista, y circunda toda la ciudad de Córdoba, lo que le confiere el nombre de Avenida de Circunvalación.

## Características
Tiene una extensión de poco más de 46 km, y como su nombre lo indica, circunda a la ciudad de Córdoba, lo que le confiere una forma anular (de allí lo de Anillo de Circunvalación). Físicamente está constituida por dos vías de circulación paralelas (un anillo interno con circulación en sentido horario y otro externo en sentido inverso), construidas en gran parte con hormigón, separados por un importante cantero central. Posee 3 carriles de circulación por cada mano y en numerosos sectores de su recorrido, se pueden encontrar vías paralelas a la avenida, denominadas colectoras (norte, sur, interna, externa, etc), que técnicamente no son otra cosa que calles aledañas paralelas a la avenida, que pertenecen a los barrios que colindan con la avenida.
La Avenida de Circunvalación se encuentra iluminada en toda su extensión con luminarias tipo led, y posee numerosos puentes que mediante construcciones ad hoc, permiten ingresar o egresar de la misma desde y hacia las numerosas avenidas y rutas que la intersecan. Se encuentra amojonada (en algunos sectores) y posee cartelería apropiada que indica las diferentes alternativas que se pueden tomar para dirigirse al destino necesario.
No posee cabinas de peaje, y es la única vía de comunicación (dentro de la ciudad de Córdoba, y por añadidura del Departamento Capital), en la que, la Policía Caminera, posee puestos de control, ya que por estatuto, la entidad no puede operar en áreas urbanas. Administrativamente, está integrada a la RAC, que está concesionada a la empresa Caminos de las Sierras.
Posee un alto tránsito vehicular, tanto de vehículos particulares como de gran porte, y en sus márgenes se sitúan importantes empresas del sector comercial, industrial y de servicios.
Su kilómetro cero se encuentra en el cruce de ésta con la Avenida Juan B. Justo, y se va incrementando en sentido horario.

## Historia
En 1969 la Dirección Nacional de Vialidad y su par de la Provincia de Córdoba, firmaron un convenio por el que se construiría la Avenida de Circunvalación de Córdoba en un plazo no mayor de cinco años, comenzando en 1970. Así se comenzó la expropiación de los terrenos necesarios para su construcción, que se concretó entre las Avenidas Armada Argentina ( RP 5 ) y el distribuidor de Camino a 60 cuadras (formado por las Avenidas 11 de Septiembre o  RP A-102 , General Savio o  RP U-302  y más conocida como Camino de Interfábricas, y la Avenida Celso Barrios).

Si bien lo proyectado se había construido, cuando se produce el golpe de Estado en el año 1976, la intención de seguir adelante con la construcción de la Avenida de Circunvalación, quedó trunca y solo se realizaron tareas para mejorar lo construido, así, se realizan algunos trabajos para conectar la avenida con el resto de las vías de comunicación existentes y colindantes, pero nada de gran envergadura.

No obstante, por aquellos años, en vísperas de la realización del Campeonato Mundial de Fútbol, y debido a requerimientos de FIFA, referente a la disponibilidad de estadios de fútbol y accesos, se comienzan una serie de trabajos para el evento de envergadura mundial, entre ellos, el estadio de fútbol y la construcción de una importante vía de acceso rápida: la Avenida Ramón J. Cárcano.

La misma consistía en una vía asfaltada de dos manos contrapuestas, sin cantero central, con dos carriles por cada mano y poco más de 2 km de extensión. Iniciaba en el nudo vial El Tropezón (un cruce vial a nivel entre las avenidas Colón y la referida), y finalizaba en la calle Dionisio Papin, en pleno corazón del barrio Villa Belgrano, luego de cruzar el vado sobre el río Suquía. Esta avenida, era un acceso rápido y seguro hacia y desde el estadio mundialista, así como también facilitaba el acceso a la Feria Internacional de Córdoba (FICO). Hacia el otro lado, hacia el Tropezón, permitía acceder al existente Autocine Cuarto Centenario, a la  RP E-55  o Avenida Ejército Argentino, y a la Avenida Revolución Libertadora, que formara parte de la Variante Pueyrredón, recientemente construida, como un rápido acceso hacia y desde la Autopista Córdoba-Carlos Paz (recientemente inaugurada). Esta Avenida, Revolución Libertadora, no era otra que la ex  RP U-304 , que en sus comienzos, estaba conformada por una sola vía asfaltada de dos manos en sentidos contrarios, con un carril para cada sentido de circulación. Así se mantuvo hasta finales de la década de 1990, cuando se duplica la calzada.

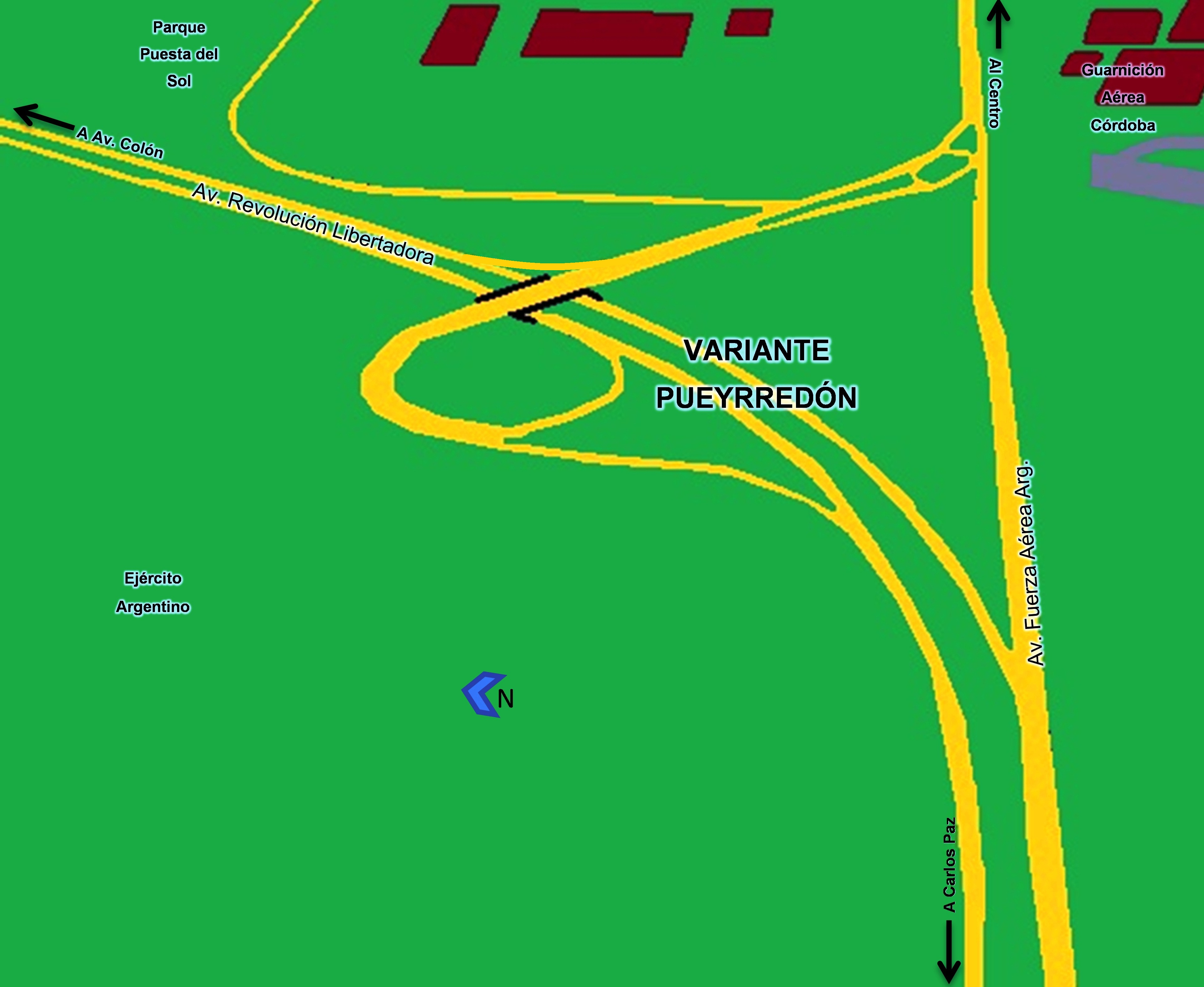
Mapa del nudo vial Fuerza Aérea. Hacia la izquierda, el trazado se encamina hacia El Tropezón, hacia abajo hacia la autopista Cba-C. Paz y hacia arriba hacia el centro de Cba.

Debido al fuerte centralismo que existía por aquellos años, se hacía menester, interconectar todo esto con la Ciudad de Buenos Aires, a través de la principal vía de comunicación entre la ciudad de córdoba y aquella: la por entonces  Ruta Nacional 9  (aún no existía la actual  AU 9 ), por lo que se debía enlazar, de la forma más económica posible, todas estas obras con la Variante Pueyrredón, y lo existente de la Avenida de Circunvalación. Así, se adecuó un tramo de la calle más occidental del barrio Flores, Villa Aspacia, Las Playas y Villa Adela, hasta la Avenida Fuerza Aérea, y por ésta se circulaba en sentido oeste hasta alcanzar la variante. El resto de la avenida queda construida y funcional en toda la extensión desde la Avenida Juan B. Justo hasta la Avenida Armada Argentina, restando construir solamente el arco suroeste, oeste y noroeste.
Así se mantiene la Avenida de circunvalación hasta el año 2016.
No obstante, la Variante Pueyrredón, fue un nudo vial que a los fines prácticos se utilizó como parte de la Avenida de Circunvalación, ubicado al oeste de la ciudad, interconectando el nudo vial El Tropezón (como se dijo, conformado por las avenidas Colón,  Camino a Calera  (o Avenida Ejército Argentino), y la Avenida Ramón J. Cárcano, con el nudo vial Fuerza Aérea (conformado por la Autopista Córdoba - Carlos Paz, y la Avenida Fuerza Aérea Argentina, en predios de la Guarnición Aérea Córdoba).
Volviendo un poco atrás en el tiempo, a mediados de la década de 1980, cuando se inicia la construcción de la futura Autopista Córdoba-Rosario en su primer tramo entre las ciudades de Córdoba y Pilar (Córdoba), se inician también las obras pertinentes para extender la avenida desde la actual  RN 9  hasta la  RP A-174 .
A mediados de la década de 1990, se inician los trabajos de extensión de la avenida, para unir los tramos sur y este, y hacia finales de la década, se extiende el trazado hasta alcanzar la Avenida Monseñor Pablo Cabrera, y la Variante Juárez Celman. Mientras tanto, por el lado oeste, se había construido un trazado provisorio que era utilizado para continuar el derrotero entre el arco sur, y la  Autopista Córdoba-Carlos Paz , o poder continuar hasta la avenida Ejército Argentino o  Camino a Calera , o hacia el Estadio Mario Alberto Kempes.
Así se mantuvo la avenida hasta el año 2008, en el que, viendo que el parque automotor se incrementó en forma considerable, que el tramo existende de la Avenida de Circunvalación era intensamente utilizada y que la ciudad de córdoba era paso obligado para gran parte del transporte comercial provincial y nacional, se decidió cambiar el proyecto original por uno más extenso, completo y por ende, más complejo.
En el año 2011, se continuó trabajando en el arco norte, construyendose el tramo entre Avenida Monseñor Pablo Cabrera y la Avenida Spilimbergo, y adecuando las calles aledañas para cumplir la función de colectoras hasta el Nudo Vial 14. (nombre que se le asignara debido a la presencia histórica de la sede policial -comisaría de la seccional 14-, frente al cruce de las avenidas Rafael Nuñez, La Cordillera, Recta Martinoli y Laplace).

### Tramo Final
Entre los años 2015 y 2019, el gobierno provincial junto con la municipalidad de Córdoba y el aval del gobierno nacional, anunció el proyecto para el cierre definitivo del anillo de circunvalación, construyendo el denominado Arco oeste (tal vez el sector más difícil en términos administrativos, ya que debía incursionar por áreas densamente urbanizadas y de un alto valor de expropiación). Amén de esto, el tramo faltante entre la  RP 5  y la  RP E-55  de poco más de 20 km, debía incursionar por terrenos pertenecientes a la Fuerza Aérea Argentina. Esto implicó una mesa de negociaciones entre municipio, provincia, nación y la referida institución para adecuar el trazado.
Los trabajos no fueron menores ya que debió desarmarse como tal la Variante Pueyrredón (quedando como resabio de la misma, el nombre de Gobernador José Antonio Ceballos para la calle más occidental del barrio Villa Unión. La denominación de Ruta Provincial U-304, también dejó de utilizarse debido a que la mayoría de las rutas con denominación U (por urbanas), pasaron a ser E, A o solamente llevar un nombre como cualquier calle o avenida de la ciudad). Se construyó un puente sobre el arroyo La Cañada y se soterró todo el trazado de la avenida entre este arroyo y la desaparecida Variante Pueyrredón (se removieron más de 4.000.000 m³ de tierra). Se construyó un derivador de tránsito para acceder a una futura avenida que servirá de acceso a los numerosos barrios cerrados que se construyen en la zona, un puente para el paso del ramal ferroviario Córdoba-Malagüeño (GM-11) del Ferrocarril Mitre, otro puente para salvar el cruce con la Avenida Fuerza Aérea Argentina y finalmente trasladar la planta potabilizadora de aguas cloacales del barrio aeronáutico.
Esto permitió, no solo agilizar el acceso al crecimiento demográfico de la ciudad hacia el norte, sur y oeste, sino facilitar en gran medida el paso de los vehículos con otros destinos en forma ágil y sin complicaciones.
El proyecto se dividió en tres grandes etapas: la primera entre el paso del arroyo La Cañada y la Avenida Fuerza Aérea ( RN 20 ), cuyos trabajos se otorgaron a la empresa Rovella-Carranza, la segunda etapa (Avenida Fuerza Aérea y Avenida Santa Ana) se concedió a la empresa Chediak (Estos dos sectores, técnicamente fueron denominados Variande FADEA, aunque vulgarmente esta denominación es desconocida), y el tercer tramo (avenida Santa Ana, Nudo vial El Tropezón, y sistematización de la Avenida Cárcano), se concedió a la empresa AFEMA.
En el último tramo, se construyó una vía de tres carriles por mano, sobre el existente trazado de la Avenida Ramón J. Cárcano, al oeste de la ciudad y del Estadio Mario Alberto Kempes. Una estructura sobrelevada, que incluía la construcción de un puente sobre el río Suquía, y el empalmado de su trazado, con un túnel de dos niveles bajo la rotonda de La Mujer urbana (que llevaría el nombre del Dr. Rubén Américo Martí, que fuera el regidor cuando se construyó), y que se continuaba con una avenida de similares características (aunque no sobreelevada), hasta alcanzar el trazado ya existente del arco norte de la avenida, en su intersección con la Avenida Spilimbergo.
El costo total aproximado de la obra final fue de $6.000 millones de pesos argentinos, obtenidos a través de préstamos internacionales de la provincia, con el obligado aval del estado nacional.
Finalmente, y luego de 47 años de su proyecto original, fue inaugurado el último tramo del Anillo de Circunvalación. No obstante, las obras de mejoras continuaron y en 2021, el gobierno de la provincia, completó el tercer carril para los casi 47 kilómetros de la avenida en ambos anillos de circulación.
A finales de 2022 se hicieron los trabajos de construcción y sistematización del cruce de la avenida con la costanera del río Suquía y en 2023 se hizo lo propio con la ampliación y sistematización de otros tres cruces fundamentales: Avenida Valparaíso, Avenida O'Higgins y Avenida Racagua, más una salida específica hacia la planta fabril de IVECO-CNH.

## Toponimia
En el año 1987, el nombre de Avenida Revolución Libertadora, se había cambiado por el de Gobernador Dr. José Antonio Ceballos, según ordenanza N° 8271/87. En 2018, el presidente provisional de la legislatura de Córdoba Oscar Félix González, solicitó que el nombre primigenio de esta avenida, fuera eliminado de todos planos debido a que según él entendía; "... no puede haber una calle que lleve el nombre de un golpe de estado".
El 2 de noviembre de 2006, el Concejo Deliberante de la ciudad de córdoba, por Ordenanza N.º 11.130/2006 resolvió designar a esta vía con el nombre de Avenida de Circunvalación Agustín Tosco en honor al importante dirigente sindical cordobés.
En diciembre de 2010, el por entonces Gobernador Juan Schiaretti envió a la Legislatura Provincial el proyecto de Ley por el cual se propiciaba la designación de la avenida, con el nombre de Gobernador Juan B.Bustos (considerado como el primer gobernador democrático de la provincia) a la Av. de Circunvalación Agustín Tosco de la Ciudad de Córdoba, y el 9 del mismo mes, la Legislatura de la Provincia de Córdoba aprobó el proyecto del Gobernador mediante Ley N.º 9.869. La ley fue cuestionada judicialmente por inconstitucional por la oposición, elevando el caso al Congreso de la Nación Argentina. 
El 19 de octubre de 2016 el Congreso de la Nación aprobó la Ley N.º 27.289 "designando con el nombre de Agustín Tosco a la Avenida De Circunvalación de la ciudad de Córdoba", aduciendo que tratándose de una ruta nacional, corresponde al Estado Nacional decidir el nombre.

## Trayecto
|  |  | RMCONTg |

|  | CONTgq | SKRZ-Moq | CONTfq |

|  |  | RMItu4aq | RMCONTfq |

|  |  | RM |

|  | RMCONTgq | RMIcu | RMCONTfq |

|  |  | RM |

|  | RMCONTgq | RMIcu | RMCONTfq |

|  |  | RM |

|  | CONTgq | SKRZ-Moq | CONTfq |

|  | CONTgq | RMIdo | CONTfq |

|  |  | RM |

|  | CONTgq | RMIabua | CONTfq |

|  |  | RM |

|  | RMCONTgq | RMIabue | RMCONTfq |

|  | WASSERq | RMoW2 | WASSERq |

|  |  | RM |

|  | RMCONTgq | MWNODE | RMCONTfq |

|  |  | RM |

|  | CONTgq | RMIdo | CONTfq |

|  |  | RM |

|  | RMCONTgq | MWNODE | RMCONTfq |

|  |  | RM |

|  | RMCONTgq | RMIhoeq |  |

|  |  | RM |

|  | RMCONTgq | MWNODE | RMCONTfq |

|  |  | RM |

|  | CONTgq | SKRZ-Moq | CONTfq |

|  | RMCONTgq | RMIcu | RMCONTfq |

|  |  | RM |

|  | CONTgq | SKRZ-Moq | CONTfq |

|  |  | RMIhuaq | RMCONTfq |

|  | WASSERq | RMoW2 | WASSERq |

|  |  | RM |

|  | CONTgq | RMIdu | CONTfq |

|  |  | RM |

|  | RMCONTgq | RMIcu | RMCONTfq |

|  |  | RM |

|  | RMCONTgq | RMIcu | RMCONTfq |

|  |  | RM |

|  | RMCONTgq | RMIdu | RMCONTfq |

|  |  | RM |

|  | RMCONTgq | RMIdu | RMCONTfq |

|  |  | RM |

|  | CONTgq | MWKRZo | CONTfq |

|  | RMCONTgq | RMIcu | RMCONTfq |

|  |  | RM |

|  | CONTgq | MWKRZo | CONTfq |

|  |  | RM |

|  | CONTgq | SKRZ-Muq | CONTfq |

|  | CONTgq | RMIaboe | CONTfq |

|  | CONTgq | SKRZ-Moq | CONTfq |

|  |  | RM |

|  |  | RMItu4aq | RMCONTfq |

|  |  | RM |

|  | RMCONTgq | RMIhoeq |  |

|  | WASSERq | RMoW2 | WASSERq |

|  |  | RM |

|  | CONTgq | SKRZ-Muq | CONTfq |

|  |  | RM |

|  | RMCONTgq | RMIcu | RMCONTfq |

|  |  | RM |

|  | CONTgq | SKRZ-Moq | CONTfq |

|  | RMCONTgq | RMIdu | RMCONTfq |

|  |  | RM |

|  | CONTgq | RMIdo | CONTfq |

|  |  | RM |

|  | RMCONTgq | RMIcu | RMCONTfq |

|  |  | RM |

|  | RMCONTgq | RMIcu | RMCONTfq |

|  |  | RMCONTf |

## Salidas
Las salidas A y B, significan que son distribuidores del tipo trébol, ya que las tramas están separadas unas de otras ya sea para doblar a la derecha o izquierda.
| Número de Salida | Ruta/s     | km        | Avenida, Autopista, Autovía, Acceso          | Destinos                                                                                       |
| ---------------- | ---------- | --------- | -------------------------------------------- | ---------------------------------------------------------------------------------------------- |
| 1A/1B            | E-53       | 29,3      | Av. Mons. P. Cabrera / Autovía Agustín Tosco | Centro, Aeropuerto Internacional, Río Ceballos, Salsipuedes                                    |
| 2                | RN 2V9     | 30,6      | Variante Juárez Celman                       | Jesús María, Santiago del Estero, San Miguel de Tucumán, Salta, Bolivia                        |
| 3                | RN 9 Norte | 32,0      | Avenida Juan B. Justo                        | Centro, Juárez Celman, Jesús María, Santiago del Estero, San Miguel de Tucumán, Salta, Bolivia |
| 4                | A 154      | 34,7      | Av. Rancagua                                 | Colonia Tirolesa                                                                               |
| 5                | A 112      | 37,5      | Av. Arturo Capdevila                         | Santa Rosa de Río Primero                                                                      |
| 6                | A 188      | 38,7      | Avenida Malvinas Argentina - Bulnes          | Centro, Monte Cristo, Arroyito, San Francisco, Santa Fe                                        |
| 7A/7B            | RN 19      | 39,9      | Av. Rincón                                   | Centro, Monte Cristo, Arroyito, San Francisco, Santa Fe                                        |
| 7 Bis            | S/D        |           | Av. Costanera                                | Centro                                                                                         |
| 8                | RN 9 Sur   | 43,1      | Au. Córdoba - Rosario                        | Pilar, Villa María, Rosario, Buenos Aires                                                      |
| 9                | 1V09       | 46,1      | Av. Sabatini                                 | Centro, Pilar, Villa María, Rosario, Buenos Aires                                              |
| 10               | U 302      | 2,9       | Av. 11 de septiembre / Cno. Interfábricas    | Centro, Aeródromo Coronel Olmedo, Parque Industrial                                            |
| 11               | A 103      | 5,1       | Av. O'Higgins                                | Centro, Comuna de San Carlos                                                                   |
| 12               | A 104      | 6,9       | Av. Valparaíso                               | Centro, Bouwer, San Antonio                                                                    |
| 13A/13B          | RN 36      | 8,4       | Av. Vélez Sársfield                          | Centro, Despeñaderos, Almafuerte, Río Tercero, Río Cuarto                                      |
| 14A/14B          | RP 5       | 10,1      | Av. Armada Argentina                         | Centro, Alta Gracia, Dique de Los Molinos, Santa Rosa de Calamuchita                           |
| 15               |            |           | Avenida Donosa - Calle Impira                | Barrio Manantiales - Renault Argentina                                                         |
| 16               |            |           | Salida hacia Colectoras                      | Barrio Manantiales, Sacchi y Carrara de Horizonte                                              |
| 17               | RN 20      |           | Av. Fuerza Aérea                             | Centro, Villa Carlos Paz                                                                       |
| 18               | RN 20      |           | Avenida Fuerza Aérea - El Tropezón           | Centro - Villa Carlos Paz                                                                      |
| 19               |            |           | Avenida Santa Ana                            |                                                                                                |
| 20               | E-55       | La Calera | Avenida Colón                                | La Calera - Dique San Roque                                                                    |
| 21               |            |           | Estadio Mario Alberto Kempes                 |                                                                                                |
| 22               |            |           | Avenida Rafael Nuñez                         | Argüello, Villa Allende, Saldán                                                                |
| 23               | S/D        |           | Av. Spilimbergo                              | Centro                                                                                         |